# Gummervallstjärnen
Gummervallstjärnen är en sjö i Ljusdals kommun i Hälsingland och ingår i Ljusnans huvudavrinningsområde. Sjön har en area på 0,0851 kvadratkilometer och ligger 266 meter över havet.

## Delavrinningsområde
Gummervallstjärnen ingår i det delavrinningsområde (683728-153602) som SMHI kallar för Inloppet i Stora Dalsjön. Medelhöjden är 290 meter över havet och ytan är 22,84 kvadratkilometer. Räknas de 8 avrinningsområdena uppströms in blir den ackumulerade arean 63,15 kvadratkilometer. Isteån (Bogårdsån) som avvattnar avrinningsområdet har biflödesordning 2, vilket innebär att vattnet flödar genom totalt 2 vattendrag innan det når havet efter 96 kilometer. Avrinningsområdet består mestadels av skog (81 procent). Avrinningsområdet har 0,09 kvadratkilometer vattenytor vilket ger det en sjöprocent på 0,4 procent.